# 三营镇 (洱源县)
三营镇，是中华人民共和国云南省大理白族自治州洱源县下辖的一个乡镇级行政单位。

## 行政区划
三营镇下辖以下地区：
三营村、士登村、永胜村、共和村、新联村、永乐村、南大坪村、石岩村、白草村和新龙村。